# Le Chemin (album d'Emmanuel Moire)
Pour les articles homonymes, voir Le chemin.
Albums de Emmanuel Moire
L'Équilibre
(2009) La Rencontre
(2015)
Singles
1. Beau Malheur
Sortie : 18 février 2013
2. Ne s’aimer que la nuit
Sortie : juillet 2013
3. Venir voir
Sortie : février 2014

Le Chemin est le troisième album d'Emmanuel Moire, sorti le 29 avril 2013.

## Historique
La maison de disque Warner avec qui Emmanuel Moire a sorti ses deux albums rompt son contrat en mai 2011. Le chanteur est alors en préparation d'un nouvel album.
Il déclare en décembre 2011 être en préparation de son troisième album et espérer le voir sortir fin 2012. À partir du 6 octobre 2012, il fait partie des candidats de la troisième saison de l'émission Danse avec les stars et remporte la compétition le 1er décembre.
Le chanteur manceau annonce le 4 décembre 2012 être sollicité par plusieurs labels musicaux et envisager son troisième album. Chez Mercury, filiale d'Universal Music Group, il rencontre Dominique Gau, Olivier Nuss ainsi qu'Éric Lelièvre et leur fait confiance. La signature du contrat est annoncée dans les médias le 14 janvier 2013. La présence de Dominique Gau qui était son directeur artistique chez Warner penche en la faveur de Mercury.
Le premier single Beau Malheur est dévoilé en février 2013, il se classe no 11 en France et en Belgique.
Le 29 avril 2013 sort l'album Le Chemin. Décrit comme plus personnel, il est composé par Emmanuel Moire. Coréalisés par celui-ci et Ninjamix, tous les titres sont écrits par son complice Yann Guillon hormis Je ne sais rien et Le jour écrits par le tandem Guillon-Moire. 
D'une vingtaine de chansons, quinze sont gravées sur le disque ce qui nécessite plus de musiciens que sur les précédents albums. L’interprète le trouve « peut-être plus abouti » et pointe des différences, « notamment au niveau de ma voix. » Il le décrit comme un « album bilan », un « album charnière » faisant notamment allusion à la perte de son frère jumeau Nicolas en 2009. Le chanteur y retrace le parcours de ces quatre dernières années.

« Toute la première partie de ce disque, ce sont des chansons qui reviennent [sur cette période] où c'était vraiment la merde. Les dernières chansons sont beaucoup plus solaires, plus lumineuses. »

— Emmanuel Moire
Une semaine après sa sortie, l'album se place no 1 du classement français et se vend à 17 965 exemplaires. En automne 2013, Emmanuel Moire entame la tournée Sur le chemin qui se prolonge jusqu'en juillet 2014 avec trois soirées à l'Olympia en janvier 2014,,.
Le deuxième single Ne s’aimer que la nuit est dévoilé en juillet 2013, il atteint la 72e place des classements français et la 32e place en Belgique. Le troisième single Venir voir sort en février 2014. Il se classe no 2 (tip) en Belgique.
L'album s'est vendu à plus de 300 000 exemplaires.

## Liste des titres
| 1.  | La vie ailleurs                        | Yann Guillon, Emmanuel Moire | Emmanuel Moire, Ninjamix | 5:15 |
| 2.  | Beau Malheur                           | Guillon, Moire               | Moire, Ninjamix          | 3:37 |
| 3.  | Venir voir                             | Guillon, Moire               | Moire, Ninjamix          | 4:05 |
| 4.  | Je ne sais rien                        | Guillon, Moire               | Moire, Ninjamix          | 3:30 |
| 5.  | Suffit mon amour (édition limitée)     | Guillon, Moire               | Moire, Ninjamix          | 3:03 |
| 6.  | La blessure                            | Guillon, Moire               | Moire, Ninjamix          | 4:37 |
| 7.  | Vous deux                              | Guillon, Moire               | Moire, Ninjamix          | 4:05 |
| 8.  | Ici ailleurs                           | Guillon, Moire               | Moire, Ninjamix          | 3:31 |
| 9.  | Le jour                                | Guillon, Moire               | Moire, Ninjamix          | 3:18 |
| 10. | Ce qui me vient (édition limitée)      | Guillon, Moire               | Moire, Ninjamix          | 2:58 |
| 11. | Mon possible                           | Guillon, Moire               | Moire, Ninjamix          | 4:04 |
| 12. | Ne s’aimer que la nuit                 | Guillon, Moire               | Moire, Ninjamix          | 4:03 |
| 13. | L’abri et la demeure (édition limitée) | Guillon, Moire               | Moire, Ninjamix          | 3:54 |
| 14. | Quatre vies                            | Guillon, Moire               | Moire, Ninjamix          | 3:38 |
| 15. | La vie ici                             | Guillon, Moire               | Moire, Ninjamix          | 5:15 |

## Crédits
- Roman Chelminski : guitare
- Laurent Vernerey : basse
- Éric Langlois : batterie
- Ninjamix : claviers
- Emmanuel Moire : piano, clavier, chœurs
- Macedonian Radio Symphonic Orchestra : orchestre
- Philippe Nadal : violoncelle
- Antoine Di Pietro : alto
- David Naulin : violon
- Sébastien Surel : violon

## Classement hebdomadaire
| Pays                         | Meilleure position | Certification |
| ---------------------------- | ------------------ | ------------- |
| France (SNEP)                | 1                  | 2 × Platine   |
| Belgique (Wallonie Ultratop) | 4                  |               |
| Suisse (Schweizer Hitparade) | 28                 |               |

## Historique de sortie
| Pays     | Date          | Label              | Format             | Catalogue    |
| -------- | ------------- | ------------------ | ------------------ | ------------ |
| France   | 29 avril 2013 | Mercury, Universal | CD, téléchargement | 602537374489 |
| Belgique | 29 avril 2013 | Mercury, Universal | CD, téléchargement | 602537374489 |
| Suisse   | 29 avril 2013 | Mercury, Universal | CD, téléchargement | 602537374489 |